# Kora Knühmann
Kora Knühmann, née le 16 octobre 1983 est une karatéka allemande surtout connue pour le titre de championne du monde qu'elle a remporté en kumite individuel féminin moins de 53 kilos aux championnats du monde de karaté 2002 à Madrid, en Espagne.

## Palmarès
- 2002 :
  - 3 mai :  Médaille de bronze  en kumite individuel féminin moins de 53 kilos aux championnats d'Europe de karaté 2002 à Tallinn, en Estonie[1].
  - 21 novembre :  médaille d'or en kumite individuel féminin moins de 53 kilos aux championnats du monde de karaté 2002 à Madrid, en Espagne[2].
- 2003 :
  - 9 mai :  Médaille de bronze  en kumite individuel féminin moins de 53 kilos aux championnats d'Europe de karaté 2003 à Brême, en Allemagne[3].
  - 24 octobre :  Médaille de bronze  en kumite individuel féminin moins de 53 kilos aux championnats du monde de karaté juniors et cadets 2003 à Marseille, en France[4].
- 2004 :
  - 7 mai :  médaille d'or  en kumite individuel féminin moins de 53 kilos aux championnats d'Europe de karaté 2004 à Moscou, en Russie[5].
  - 18 novembre 2004 :  Médaille de bronze en kumite individuel féminin moins de 53 kilos aux championnats du monde de karaté 2004 à Monterrey, au Mexique[6].
- 13 mai 2005 :  médaille d'or  en kumite individuel féminin moins de 53 kilos aux championnats d'Europe de karaté 2005 à Moscou, en Russie[5].
- 15 octobre 2006 :  Médaille de bronze en kumite individuel féminin moins de 53 kilos aux championnats du monde de karaté 2006 à Tampere, en Finlande[7].